# Túmuls de Bin Tepe
Els túmuls de Bin Tepe (topònim que significa 'mil túmuls') són el lloc on van ser enterrats els reis de Lídia.
Es troben una mica al nord de la ciutat de Sardes, la capital del regne. Era costum a Anatòlia enterrar els reis en túmuls artificials, i se'n troben de similars a Troia i a Gòrdion. S'han excavat diversos turons i s'ha identificat el que podria haver estat la tomba del rei Giges, que va regnar als segles VIII i VII aC i va ser el fundador de la dinastia dels mèrmnades. La cambra funerària era buida.
S'ha trobat també la tomba d'Aliates II, que va governar entre el 600 aC i el 560 aC, túmul que té un diàmetre de 355 metres i fa 69 metres d'alçada. El va erigir el seu fill Cresos. S'ha identificat per la descripció que en fa Heròdot, i que confirma Estrabó.